# Mettweiler
Mettweiler é um município da Alemanha localizado no distrito (Kreis ou Landkreis) de Birkenfeld, na associação municipal de Verbandsgemeinde Baumholder, no estado da Renânia-Palatinado.